# Tenoxicam
El tenoxicam es un medicamento antiinflamatorio no esteroideo (AINE) del grupo de los oxicames indicado para el tratamiento del dolor leve o moderado, en especial en condiciones como la artritis reumatoide, osteoartritis y otras enfermedades reumáticas, así como en el tratamiento sintomático del lumbago, gota aguda, miositis, bursitis, tendonitis y esguinces. El tenoxicam debe ser usado con precaución en pacientes con antecedentes de úlcera péptica o que se hayan diagnosticado de insuficiencia renal. 

## Efectos adversos
La administración del tenoxicam puede causar la aparición de efectos indeseados, fundamentalmente de naturaleza gastrointestinal, incluyendo malestar estomacal, vómitos y dolor de estómago. Con menos frecuencia se observan reacciones del sistema nervioso central como dolor de cabeza, vértigo o mareos, y pitido en los oídos.
En octubre de 2020, la Administración de Drogas y Alimentos de los Estados Unidos (FDA) requirió que la etiqueta del medicamento se actualizara para todos los medicamentos antiinflamatorios no esteroides para describir el riesgo de problemas renales en los bebés por nacer que resultan en un nivel bajo de líquido amniótico. Recomiendan evitar los AINE en mujeres embarazadas a las 20 semanas o más tarde del embarazo.